# Яковлев, Иван Яковлевич (педагог)
Ива́н Я́ковлевич Я́ковлев (чув. Яккӑвлӗв Йӑван Яккӑлчӗ; 13 (25) апреля 1848, Кошки-Новотимбаево, Буинский уезд, Симбирская губерния — 23 октября 1930, Москва) — чувашский просветитель, православный миссионер, русский педагог, организатор народных школ, инспектор (руководитель) чувашских школ Казанского учебного округа (1875—1903):5,251,254 и созданной им Симбирской чувашской учительской школы (1868—1919), создатель нового (современного) чувашского алфавита (1870-е годы) и учебников чувашского и русского языков для чувашей, писатель, переводчик, фольклорист. Действительный статский советник (1904).

## Биография

### Происхождение
Иван Яковлевич Яковлев родился 18 (30) апреля 1848 года в чувашской деревне Кошки-Новотимбаево Буинского уезда Симбирской губернии (ныне в Тетюшском районе Татарстана). Мать — Анастасия (Настасья) Васильевна Макарова, скончалась спустя два или три дня после рождения. Что касается отца, И. Я. Яковлев считался «незаконнорождённым сыном»:236, поэтому официальных данных об отце не существует. Но имеются суждения на этот счёт как современников педагога-просветителя, так и последующих исследователей[прояснить]. Рано оставшись без матери, он был усыновлён семьёй чувашского удельного крестьянина Пахома Кириллова, односельчанина. Имя и фамилию получил по имени и фамилии своего крёстного отца — Якова Яковлева.
У матери, кроме него, были ещё дети — Акулина и Иван, родные сестра и брат И. Я. Яковлева:20,236. Но они выросли не у Пахома Кириллова, а в другой[какой?] семье.
В возрасте 8 лет в 1856 году по предписанию удельного ведомства Иван Яковлев был отдан на учёбу в удельное училище в село Старые Бурундуки Буинского уезда. В этой деревне мальчик жил в русской крестьянской семье Мушкеевых. По окончании училища в 1860 году как лучший ученик был принят в уездное училище в Симбирске. В конце этого же года с группой учеников 1 класса Иван Яковлев был переведён в только что открывшиеся при Симбирской мужской гимназии землемеро-таксаторские классы, где проучился до 1863 года. По окончании учёбы он был направлен на службу в Симбирскую удельную контору и около четырёх лет проработал сельским мерщиком.
Часто разъезжая по Симбирской, Казанской и Самарским губерниям, Иван Яковлев знакомился с культурой, жизнью и бытом русского, татарского, чувашского и мордовского населения. Под влиянием либеральных идей 60-х годов XIX столетия он приходит к мысли о необходимости попытаться облегчить жизнь чувашского народа путём его просвещения, приобщения к грамоте и к русской культуре. Постепенно Иван Яковлев вынашивает планы воссоздания чувашской культуры. Тем не менее он чувствует, что для этого требуется дополнительное образование.
С мая 1864 по декабрь 1866 года — служба в удельном ведомстве. В конце 1866 года Яковлев с трудом добился освобождения от службы в удельном ведомстве (по закону, как сирота, обучавшийся за счёт государства, он должен был отработать там не менее 10 лет) и осенью 1867 года поступил в V класс Симбирской мужской гимназии. Обучаясь там, Яковлев вызвал к себе в Симбирск односельчанина А. В. Рекеева, а затем других чувашских мальчиков и начал учить, содержа их на средства, добываемые репетиторством. Организованная таким образом частная школа затем (при активной поддержке инспектора народных училищ Симбирской губернии И. Н. Ульянова) постепенно расширилась. 1 (13) сентября 1868 — поступление в V класс Симбирской мужской классической гимназии. 28 октября (9 ноября) 1868 — основание Симбирской чувашской школы.
В 1870 году Иван Яковлев с золотой медалью окончил гимназию и поступил в Казанский университет. 25 июня (7 июля) 1870 — получение золотой медали об окончании гимназии. 12 (24) августа 1870 — поступление в Казанский университет. Заботу о чувашской школе в годы его студенчества взял на себя И. Н. Ульянов, с которым Яковлев активно переписывался, получал от него учебники, литературу, а нередко и — материальную поддержку.

### Просветительская деятельность
В университете Яковлев знакомится с учёным-ориенталистом профессором Н. И. Ильминским, консультируется у него по «инородческому» (национальному) вопросу. При содействии Ильминского к концу 1871 года Иван Яковлев составляет на основе русской графики первый вариант нового чувашского алфавита, «конкурируя» в этом отношении с Н. И. Золотницким. Старочувашская же письменность, существовавшая со второй половины XVIII века, не устраивала И. Я. Яковлева.
В дальнейшем яковлевский алфавит совершенствуется. В 1872 году на нём был издан букварь. Первые два выпуска букваря Яковлев, сам испытывая материальные затруднения, издал на собственные средства. Тогдашними консерваторами букварь был встречен в штыки: «Пылкость молодой натуры, с которой он принялся за дело, была причиной того, что он встал на неправильный путь в инородческом деле. Г-н Яковлев в деле образования чуваш задался мыслью чувашский язык сделать книжным…» («Церковно-общественный вестник», журнал Казанской епархии, 1884, № 9).
В 1875 году Иван Яковлев успешно окончил историко-филологический факультет Казанского университета и был назначен инспектором чувашских школ Казанского учебного округа, куда входили учебные заведения Казанской, Симбирской, Самарской, Саратовской, Астраханской и Вятской губерний с центром пребывания в Симбирске.
С этого времени развернулась полная забот, тревог и порой драматической борьбы, напряжённая педагогическая и просветительская деятельность Ивана Яковлевича Яковлева, ставшая делом его жизни. Опираясь на помощь и содействие русских прогрессивно настроенных общественных деятелей и коллег, он осуществлял административное и педагогическое руководство Симбирской чувашской школой, превратившейся со временем в кузницу учительских кадров для чувашских и других школ Поволжья, преподавал в ней, открывал и инспектировал школы в местностях с чувашским населением, разрабатывал педагогические и методические принципы обучения в национальной школе. Он составлял и выпускал учебники и учебные пособия, писал рассказы, организовывал перевод на родной язык учебной, художественной, сельскохозяйственной, медицинской и другой литературы.
Иван Яковлев вёл активную переписку с академиками С. Платоновым, В. Радловым, А. Кони, В. Имшенецким, музыкальными деятелями М. Балакиревым, С. Смоленским, художником-академиком Н. Кошелевым и многими другими. В числе его корреспондентов были известный немецкий издатель, основатель «Universal Bibliothek» в Лейпциге А. Реклам, французские учёные Л. Сиклер, А. Пинар, венгерские — Г. Балинт, Д. Месарош, редактор «Revue Oriental» академик Б. Мункачи и другие. За 50 лет своей деятельности Яковлев написал около 2 тысяч писем. Основная их тема — просвещение и национальный подъём родного народа, приобщение его к русской культуре. За 50 лет яковлевская чувашская Симбирская школа выпустила тысячи учителей и учительниц, в последние годы число воспитанников доходило до 350 человек обоего пола. Она стала центром создания новой чувашской письменности, переводов и издания книг на чувашском языке, распространения их в десятках тысяч экземпляров среди сельского населения.
Многие выпускники школы, окончив с успехом разные высшие учебные заведения, отметили свой жизненный путь выдающимися достижениями «на поприщах науки, искусств, ремёсел, сельского хозяйства и т. п.», — с гордостью писал И. Яковлев.
То, что было сделано им для чувашского народа, И. Яковлев считал сделанным и для русского и других народов. Он никогда не противопоставлял интересы своего народа интересам других, выступал поборником дружбы народов. Более того, он считал, что только сближаясь с русским народом, сливаясь с Матерью-Россией, чуваши могут сохранить себя как народ. «Поэтому-то одной из задач создававшейся мной школы, — писал И. Яковлев, — было всячески содействовать сближению между народами русским и чувашским на почве школьной программы, жизни, быта. Для этого должны были служить следующие меры: 1) приобщение чуваш к христианской культуре, признаваемой народными массами (И. Яковлев организовал перевод и перевёл на чувашский язык часть Библии: Новый Завет и отдельные книги Ветхого Завета. В настоящее время Библия целиком переведена и издана на чувашском языке); 2) создание чувашского литературного языка и письменности, притом с алфавитом, имеющим общее с алфавитом русским; 3) ознакомление русского народа с жизнью и бытом чуваш, равно как и ознакомление чувашского народа с историческим прошлым, настоящим Матери-России».
- 1871—1873 — создание новой чувашской письменности, издание букваря и учебника для чувашских школ
- 17 (29) июня 1875 — получение свидетельства об окончании Казанского университета
- 28 августа (9 сентября) 1875 — назначение инспектором чувашских школ Казанского учебного округа
- 1877 — преобразование Симбирской чувашской школы в центральную
- 26 сентября (8 октября) 1877 — вступление в брак с Е. А. Бобровниковой
- 1878 — открытие женского класса при центральной школе
- 1890 — преобразование Симбирской центральной школы в учительскую
- 1901 — открытие женских педагогических курсов при Симбирской чувашской учительской школе

### Жизнь в Советской России и СССР
В октябре 1917 года Симбирская чувашская учительская школа преобразована в учительскую семинарию. Осенью 1919 года И. Я. Яковлев по болезни вышел на пенсию, но, в какой-то мере, продолжал влиять на жизнь школы, потому что жил на её территории. Влияние происходило также через его супругу Е. А. Яковлеву, которая ещё оставалась наставницей женской части контингента студентов и через его сына А. И. Яковлева, приглашённого из Москвы для возглавления учебной части Чувашского института народного образования (так называлась школа в 1920—1923 гг.). Ещё в августе 1921 года он подписал так называемое «Духовное завещание чувашскому народу». В 1922 году переехал жить в Москву к сыну. В октябре 1928 — празднование 80-летия со дня рождения и 60-летия со дня основания Симбирской чувашской школы.
23 октября 1930 года скончался в Москве на 83-м году жизни. Похоронен на Ваганьковском кладбище (4 уч.).

## Чины и награды Российской империи
- Орден Св. Станислава 3 ст. (26.12.1878)
- Орден Св. Станислава 2 ст. (27.12.1887)
- Орден Св. Анны 3 ст. (15.05.1889)
- Орден Св. Анны 2 ст. (26.12.1892)
- Серебряная медаль в память Александра III (25.04.1896)
- Тёмно-бронзовая медаль «За труды по I всеобщей переписи населения 1897 г.» (30.01.1897)
- Орден Св. Владимира 4 ст. (9.03.1900)
- Чин действительного статского советника (1904)
- Медаль в память Отечественной войны 1812 года (1912)
- Медаль «В память 300-летия царствования дома Романовых» (1913)

## История Симбирской чувашской школы
В конце 60-х годов XIX века в Симбирской губернии было 305 чувашских селений, насчитывающих более 100 тысяч жителей и ни одной[прояснить] школы с преподаванием на чувашском языке. Первая[прояснить] такая школа открылась на личные средства гимназиста И. Яковлева и размещалась на частных квартирах. При поддержке инспектора народных училищ Симбирской губернии И. Н. Ульянова 15 ноября 1871 года школа приобрела официальный статус, постоянное финансирование и помещение. Окончив университет, И. Я. Яковлев занялся дальнейшим её развитием. Для школы было приобретено на набережной Свияги каменное двухэтажное здание с находящимися при нём строениями и землёй. После капитального ремонта, в сентябре 1877 года, было открыто женское отделение школы, которым заведовала жена И. Я. Яковлева — Екатерина Алексеевна, приёмная дочь Н. И. Ильминского. Первоначально там разместилась квартира инспектора Яковлева — до 1885 года.
Построенные в 1878 году мастерские школы, по ходатайству И. Я. Яковлева были перестроены в домовую церковь. 20 января 1885 года храм был освящён во имя Сошествия Святого Духа на Апостолов. Позже, в 1897—1898 годах, здание было надстроено вторым этажом, пристроен алтарь. В здании разместились школьная библиотека и классы женского отделения. В настоящее время здание передано Ульяновской епархии, и в нём располагается храм во имя Сошествия Святого Духа на Апостолов.
Для мастерских было отстроено новое двухэтажное каменное здание, где производилось обучение столярно-токарному, переплётному и ручному труду. Вся классная и школьная мебель изготавливалась в мастерских, кроме этого мастерские выполняли заказы города, в том числе для кадетского корпуса, гимназии, лютеранской кирхи и вообще изделий на продажу, что являлось важной статьёй дохода школы. Мастерские давали школе до 3,5 тыс. рублей дохода в год, а накопленный капитал школы к 1917 году составил 100 тысяч рублей.
В 1906 году при Симбирской чувашской школе было открыто мужское двухклассное приходское училище, в 1910 году переведённое в собственное трёхэтажное здание, пожертвованное симбирским меценатом Н. Я. Шатровым.
Наиболее значительным зданием школы был построенный в 1885 году трёхэтажный дом, на третьем этаже которого разместилась квартира И. Я. Яковлева и женское отделение, которым заведовала его жена — Екатерина Алексеевна. Квартира семьи Яковлевых, в которой они прожили до 1922 года, состояла из 6 комнат — кабинета, столовой, гостиной, спален Ивана Яковлевича и Екатерины Алексеевны и детской.
К 1917 году чувашская учительская семинария представляла собой комплекс, состоящий из учительской школы, мужского и женского начальных училищ, женских педагогических курсов, сельскохозяйственной школы 1-го разряда. В школу принимались крещёные и некрещёные чуваши, а также русские и крещёные татары в возрасте от 11 до 18 лет. К 1918 году в чувашской народной школе было подготовлено около 1200 человек.
В 1919 году в соответствии с реформой образования РСФСР, было принято решение о закрытии Симбирской чувашской семинарии и открытии на её базе учительского института, без учёта сложившегося чувашского направления. От чувашской семинарии оставались только трёхгодичные чувашские курсы при институте. Всё имущество семинарии предавалось институту. Иван Яковлевич остался не у дел. Он всеми силами и средствами старается сохранить своё детище. 23 ноября 1919 года в газете «Заря» — органе Симбирского губкома РКП(б) и губисполкома, появилась заметка: «Яковлев и чуваши», в которой говорилось, что «деятельность Яковлева имела огромное значение среди чувашского населения, но тем не менее в данный революционный момент приходится от Яковлева, безусловно, отказаться. Как он сам, так и его взгляды устарели для нашей эпохи, для нашего времени».
25 ноября коллегия Симбирского губоно постановила: «Считая, что пребывание Яковлева в стенах семинарии вредно отражается на деятельности семинарии, по предложению Наркомпроса уволить Яковлева в отставку с сохранением за ним пенсии».
Лишь весной 1920 года при вмешательстве В. И. Ленина, лично знакомого с семьёй Яковлевых по Симбирску, была назначена пенсия И. Я. Яковлеву и его жене, а 1 сентября 1920 года в зданиях бывшей чувашской семинарии открылся Чувашский институт народного образования, позднее — Ульяновский чувашский педагогический техникум. 23 сентября 1928 года техникуму было присвоено имя И. Я. Яковлева. С 1937 года техникум стал педагогическим училищем им. И. Я. Яковлева, которое просуществовало в Ульяновске до 1956 года.

## Семья И. Я. Яковлева
И. Я. Яковлев утверждал:
«В семейной жизни я был счастлив и в жене, и в детях моих»

### Супруга
В 1870 году, будучи студентом Казанского университета, Иван Яковлевич познакомился с Н. И. Ильминским и его семьёй, в которой воспитывались дети умершего друга и коллеги Ильминского А. А. Бобровникова — Екатерина (1861—1936) и Николай (1854—1921). Через 7 лет состоялась свадьба 16-летней Екатерины, выпускницы казанской женской гимназии, и 29-летнего инспектора чувашских школ Ивана Яковлева.
В 1878 году при Симбирской чувашской школе было открыто женское отделение, которое Яковлева позднее возглавила и в котором работала преподавателем и воспитателем со своим мужем.

### Дети
28 декабря 1878 года в семье Яковлевых родился первый ребёнок, которого в память деда назвали Алексеем. Позднее родились Наталья, Лидия, Николай и Александр. Наталья и Александр умерли в раннем возрасте.
- Яковлев, Алексей Иванович (1878—1951) — историк, член-корреспондент АН СССР, лауреат Сталинской премии;
- Яковлева, Лидия Ивановна (в замужестве Некрасова) (1879—1942) — филолог, искусствовед, этнограф, переводчик с английского и немецкого языков;
- Яковлев, Николай Иванович (1883—1949) — горный инженер, военный конструктор, музыковед.

### Внуки
- Некрасова, Екатерина Алексеевна (1905—1989) — доктор искусствоведения, специалист по истории русского и европейского искусства, переводчик;
- Некрасова, Лидия Алексеевна (?—1911);
- Некрасов, Алексей Алексеевич (1909—1932);
- Яковлев, Иван Алексеевич (физик) (1912—2000) — доктор физико-математических наук, профессор;
- Некрасова, Анна Алексеевна (1913—2003) — режиссёр Центрального детского театра, профессор Государственного института театрального искусства;
- Некрасов, Дмитрий Алексеевич (1914—1971);
- Яковлева, Ольга Алексеевна (1906—1995) — кандидат исторических наук;
- Маару, Наталья Алексеевна (в девичестве Яковлева).

## Яковлев как писатель, переводчик и издатель
Знакомство с учёным-ориенталистом Н. И. Ильминским в годы учёбы в Казанском университете утвердило желание И. Я. Яковлева в создании новой чувашской азбуки, букварей и издании книг для чувашей, которым по незнанию русского языка был закрыт путь к знаниям и литературе.
Изучение фонетики чувашского языка привело к созданию новой чувашской азбуки, насчитывающей 47 букв. Были составлены новая азбука и новый букварь, с поучительными для народа пословицами и поговорками. Впрочем, выяснилось, что 47 букв сложны для запоминания, и по этой причине И. Я. Яковлев переработал новую азбуку, оставив в 1873 году только 25 букв.
В первую очередь И. Я. Яковлев занялся переводом на чувашский язык Евангелия, который в целом был завершён только к 1911 году. Над переводом Библии он работал до 1922 года, когда передал неизданные материалы в архив Британского библейского общества.
Кроме религиозной литературы им были изданы литературный сборник «Сказки и предания чуваш» и «Образцы мотивов чувашских народных песен и тексты к ним» в двух томах, переводы на чувашский язык произведений русских классиков: «Полтавы» А. С. Пушкина, «Песни про купца Калашникова» М. Ю. Лермонтова, рассказов Толстого и других.
За всю жизнь Яковлев издал более 100 книг и брошюр на чувашском языке. Обычно ему припысываются многочисленные детские рассказы в чувашских букварях. И. Я. Яковлев оставил после себя обширные «Воспоминания», записанные с его слов А. В. Жиркевичем в 1918—1922 гг.
Некоторые издания сочинений И. Я. Яковлева:
- Букварь для чуваш. Казань, 1872 (многократно издавался, в разных вариантах, вплоть до 1919 года);
- О школьном образовании чуваш. «Городской и сельский учитель», 1897, в. 5;
- Краткий очерк Симбирской учительской школы. — Симбирск, 1908;
- Детские рассказы. — Чебоксары, 1968;
- Письма. — Чебоксары, 1985. — 366 с.;
- Верьте в Россию и любите её. — Чебоксары.: Чувашский госуниверситет, 2002. — 308 с.

## Оценка деятельности Яковлева
20 апреля 1918 года Председатель Совнаркома Советской России В. И. Ленин телеграфировал Председателю Симбирского Совдепа:5:

Сообщите по телеграфу обстоятельства и условия избрания председателей чувашской женской и мужской учительских семинарий. Меня интересует судьба инспектора Ивана Яковлевича Яковлева, 50 лет работавшего над национальным подъёмом чуваш и претерпевшего ряд гонений от царизма. Думаю, что Яковлева надо не отрывать от дела его жизни.

Первый нарком просвещения РСФСР, академик АН СССР А. В. Луначарский на праздновании его 80-летия и 60-летия школы говорил:

Иван Яковлевич Яковлев, сам будучи чувашским кретьянином-бедняком, носил в себе горячую любовь к своему народу. Он проявил богатырские жизненные силы.

Что касается критики, известно крайне отрицательное отношение к его деятельности И. Н. Юркина. Но была критика и иного рода. В стихотворении «Письмо чувашского народа Великому Сталину» дана отрицательная оценка действиям И. Я. Яковлева в ходе усмирения восставших чувашских крестьян села Чемеево зимой 1907 года

Министр-вешатель-Столыпин

Подписал указ проворно:

«Привести народ чувашский

Срочно в полную покорность».

Яковлев, йанрӑл чувашский,

Разъезжал на тройке барской,

Как Столыпина посланник,

Манифест читая царский.

Но его мы отвергали…

И. Г. Максимов отмечает большую разницу в оценке деятельности И. Я. Яковлева в сравнении с оценками деятельности другого соратника Н. И. Ильминского — В. Т. Тимофеева, сделавшего практически то же самое для татар, что И. Я. Яковлев для чуваш.

 По-разному оценивается теперь деятельность этих двух людей, В. Т. Тимофеева и И. Я. Яковлева, делавших, одно и тоже, на их родине: первый для просвещения татар-кряшен, а второй — чувашей. В Чувашской АССР в 1968 году торжественно и всенародно праздновалось 100-летие Симбирской чувашской учительской школы и 120-летие её основателя И. Я. Яковлева. В Чебоксарах на центральной площади установлен памятник просветителю чувашей И. Я. Яковлеву, его имя присвоено библиотеке и открыт музей его имени. В современной же татарской литературе к именам Н. И. Ильминского и В. Т. Тимофеева, ещё 100 лет тому назад обучавших часть татар (кряшен) письменности с русскими буквами и способом письма, которая теперь стала всеобщей для татар, и тем самым облегчавшим путь к сближению с европейской культурой, приклеены ярлыки «миссионер» и «поп», позаимствованные из пропагандистского арсенала былых татарских националистов, а Казанская центральная крещёно-татарская школа третируется, как место подготовки антимусульманских миссионеров.— Максимов И. Г. Отзвуки отживших идей в татарской газете.
В 1933 году в Москве в издательстве «Власть Советов» при Президиуме ВЦИК была издана книга Н. Юнушева «Чувашская АССР», в которой в частности было указано:

«Одним из энергичнейших проводников этой руссификаторской миссионерской системы „просвещения“ среди чувашей (так называемой системы Ильминского) был царский служака, дворянин из чувашей, И. Яковлев, проработавший на поприще „просвещения“ 50 лет».

## Память
- В 1958 году Постановлением Совета Министров РСФСР Чувашскому государственному педагогическому институту присвоено имя Ивана Яковлевича Яковлева[24].
- В 1996 году в Чебоксарах был создан Институт И. Я. Яковлева при Чувашском государственном университете им. И. Н. Ульянова (позднее ставший НИИ И. Н. Ульянова — И. Я. Яковлева[25].; ныне в структуре Чувашского госуниверситета он не прослеживается[26]).
- Одной из старейших школ на территории Чувашии — Аликовской — присвоено имя Ивана Яковлева[27].
- Открытая И. Я. Яковлевым Бичуринская школа носит его имя[28].
- 25 апреля, в день рождения Ивана Яковлева, в Чувашии празднуется День чувашского языка (учреждён Постановлением Президиума Верховного Совета Чувашской Республики «Об учреждении дня чувашского языка» от 9 апреля 1992 года)[29][30].
- Решением Ульяновской городской думы в 2003 году И. Я. Яковлеву присвоено звание «Почётный гражданин города Ульяновска», которое является высшей наградой муниципального образования «Город Ульяновск»[31][32].
- В 2008 году Кошки-Новотимбаевской средней общеобразовательной школе Республики Татарстан присвоено имя чувашского просветителя — И. Я. Яковлева. В 2010 году МБОУ «Кошки-Новотимбаевская средняя общеобразовательная школа имени И. Я. Яковлева» была переименована в основную общеобразовательную школу.
- В 2021 году Почта России выпустила художественный маркированный конверт: Чувашская Республика. 150 лет новой чувашской письменности. И. Я. Яковлев — создатель чувашского алфавита
- В 2023 году Почта России выпустила художественный маркированный конверт: 175 лет со дня рождения И. Я. Яковлева (1848—1930), педагога, просветителя[33].

### Музеи
- Музей Ивана Яковлева в с. Кошки-Новотимбаево республика Татарстан, Тетюшский район
- Музей Ильи Николаевича Ульянова и Ивана Яковлевича Яковлева при Чувашском государственный университете им. И. Н. Ульянова
- Музей Ивана Яковлевича Яковлева в Чувашском государственном педагогическом университете (1968)
- Музей «Симбирская чувашская школа. Квартира И. Я. Яковлева»

### Памятники
- Памятник и бюст И. Я. Яковлеву в городе Чебоксары
- Памятник И. Я. Яковлеву в селе Кошки-Новотимбаево
- Памятник И. Я. Яковлеву в Ульяновске

### Улицы
- Проспект Ивана Яковлева в Чебоксарах
- Улица Ивана Яковлева в Вурнарах
- Улица Ивана Яковлева в Ибресях
- Улица Ивана Яковлева в Урмарах

### Скверы
- Сквер имени И. Я. Яковлева в Чебоксарах
- Сквер имени И. Я. Яковлева в Ульяновске[34]

## Фотогалерея
- Памятник И. Я. Яковлеву в Ульяновске. Скульптор В. П. Нагорнов. 2006 г.
- Мемориальная доска в бывшей Центральной чувашской школе Симбирска
- Вид класса женской школы
- Двери храма во имя сошествия Святого Духа на Апостолов
- Комната Ивана Яковлевича в квартире при Симбирской чувашской школе
- Памятник Ивану Яковлеву у здания Национальной библиотеки в Чебоксарах
- Бюст И. Я. Яковлева на проспекте Ивана Яковлева в Чебоксарах
- Мемориальная доска на здании музея чувашской школы.
- Музей чувашской школы.
- ХМК РФ, 2023. 175 лет педагогу И. Я. Яковлеву.
- ХМК РФ, 2021. Чувашская Республика. 150 лет новой чувашской письменности. И. Я. Яковлев — создатель чувашского алфавита.